# NGC 684
NGC 684 è una galassia a spirale situata nella costellazione del Triangolo, a una distanza di circa 157 milioni di anni luce dalla nostra Via Lattea.

## Scoperta
La galassia è stata scoperta il 26 ottobre 1786 dall'astronomo britannico di origine tedesca William Herschel. Il 18 gennaio 1890 è stata riosservata dall'astronomo statunitense Edward D. Swift e in seguito inclusa nell'Index Catalogue con il codice IC 165.

## Descrizione
NGC 684 ha una classe di luminosità II e presenta una larga riga a 21 cm dell'idrogeno neutro.

## Gruppo di NGC 661
NGC 684 fa parte del Gruppo di NGC 661, un raggruppamento che contiene almeno quattro galassie. Oltre a NGC 684, il gruppo comprende anche le galassie NGC 661, NGC 670 e IC 1731. NGC 684 è la galassia più estesa del gruppo. Garcia, nel suo articolo del 1993 considera il gruppo composto di tre galassie e non vi include NGC 661.